# Chotite - ver'te, chotite - net...
Chotite - ver'te, chotite - net... (Хотите — верьте, хотите — нет…) è un film del 1964 diretto da Stanislav Viktorovič Čaplin e Igor' Vladimirovič Usov.